# أبو النيتل (دير الزور)
أبو النيتل قرية سورية تتبع ناحية صور في منطقة مركز دير الزور في محافظة دير الزور. بلغ عدد سكانها 1538 نسمة في عام 2004 حسب إحصاء المكتب المركزي للإحصاء.